# Općinska nogometna liga Dubrovnik 1975./76.
Općinska nogometna liga Dubrovnik (također i kao Prvenstvo Općinskog nogometnog saveza (ONS) Dubrovnik) je predstavljala ligu šestog stupnja nogometnog prvenstva Jugoslavije u sezoni 1975./76. 
 
Sudjelovala su 4 kluba koja su igrala dvostrukim liga-sustavom (6 kola), a prvak je bio "Metković", koji je naknadno započeo natjecanje u ligi. 

## Ljestvica
| mj. | klub            | ut. | pob. | ner. | por. | gol+ | gol- | bod |
| --- | --------------- | --- | ---- | ---- | ---- | ---- | ---- | --- |
| 1.  | Metković        | 6   | 4    | 0    | 2    | 16   | 7    | 8   |
| 2.  | Vitoš Vitaljina | 6   | 3    | 0    | 3    | 12   | 13   | 6   |
| 3.  | Enkel Popovići  | 6   | 3    | 0    | 3    | 11   | 18   | 6   |
| 4.  | Kupari          | 6   | 2    | 0    | 4    | 8    | 9    | 4   |

## Rezultatska križaljka
| kratica | klub            | ENK | KUP | MET | VIT |
| --- | --------------- | --- | --- | --- | --- |
| ENK | Enkel Popovići  |     | 3:1 | 4:2 |     |
| KUP | Kupari          |     |     | 0:2 |     |
| MET | Metković        | 5:1 | 1:0 |     | 5:0 |
| VIT | Vitoš Vitaljina |     |     | 2:1 |     |
| |                 |     |     |     |     |
| podebljan rezultat - utakmice od 1. do 3. kola (1. utakmica između klubova) rezultat normalne debljine - utakmice od 4. do 6. kola (2. utakmica između klubova) rezultat nakošen - nije vidljiv redoslijed odigravanja međusobnih utakmica iz dostupnih izvora rezultat nakošen i smanjen * - iz dostupnih izvora nije uočljiv domaćin susreta prekrižen rezultat - poništena ili brisana utakmica p - utakmica prekinuta 3:0 p.f. / 0:3 p.f. - rezultat 3:0 bez borbe n.i. - nije igrano |                 |     |     |     |     |

 Izvori: 

## Vanjske poveznice
Službena web stranica ONK Metković, sezona 1975./76.  Arhivirana inačica izvorne stranice od 30. studenoga 2020. (Wayback Machine)